# Estadio Carlos Ugalde Álvarez
L'Estadio Carlos Ugalde Álvarez è lo stadio dell'Asociación Deportiva San Carlos, situato in Ciudad Quesada. Le dimensioni del campo sono di 100 metri di lunghezza e 72 metri di larghezza e la capacità totale è di 5.000 spettatori. La superficie è in erba sintetica.